# Transporte en Albacete
El transporte de Albacete es una red de comunicaciones que permite el movimiento de mercancías y viajeros entre los distintos puntos de la ciudad de Albacete y entre ésta y otros municipios.
Esta comunicación se produce mediante varios medios, como el tren convencional, el tren de mercancías, el AVE, el autobús, urbano o interurbano, o simplemente la red de carreteras, que permite los traslados mediante transporte privado.
Por Albacete circulan 7 líneas de autobuses urbanos diarias, y está comunicada a través del tren de alta velocidad (AVE) con ciudades como Madrid en 1 hora y 5 minutos o Alicante en 45 minutos.

## Regulación del tráfico urbano
| Nombre               | Plazas totales |
| -------------------- | -------------- |
| La Feria             | 425            |
| Facultad de Medicina | 307            |
| C.C. Calle Ancha     | 225            |
| El sembrador         | 295            |
| Pablo Medina         | 248            |
| Avenida España       | 762            |
| Villacerrada         | 279            |
| Catedral             | 210            |
| San Agustín          | 304            |
| Ayuntamiento         | 61             |
| Central Contable     | 388            |
| Depósitos del Sol    | 263            |
| Total                | 3.767          |

El artículo 7 de la Ley sobre Tráfico, Circulación y Seguridad Vial aprobado por R.D.Leg. 339/1990 atribuye a los municipios unas competencias suficientes para permitir, entre otras, la inmovilización de los vehículos, la ordenación y el control del tráfico y la regulación de sus usos. Esta regulación tiene lugar a través de la Ordenanza municipal de circulación del Ayuntamiento de Albacete aprobada en sesión de Pleno el 25 de enero de 2007 y en ella se definen los usos que se pueden dar a las vías, las velocidades que pueden alcanzar los vehículos así como los horarios y zonas establecidas para la carga y descarga de mercancías en la ciudad.
Parque de vehículos de motor
Albacete cuenta con un parque automovilístico a razón de 697 automóviles por cada 1000 habitantes, siendo ligeramente inferior a la razón provincial que dispone de 722 automóviles por cada 1000 habitantes, de acuerdo con los datos existentes en la base de datos del Instituto de Estadística de Castilla-La Mancha y en el "Anuario Económico de España 2011". En estos mismos datos se observa un elevado parque de camiones y furgonetas lo que indica un gran número de transportistas de mercancías autónomos o en pequeñas empresas o cooperativas y un importante trasiego de estos vehículos por la ciudad.
| Tipo de vehículo      | Cantidad |
| --------------------- | -------- |
| Automóviles           | 76.027   |
| Camiones y furgonetas | 17.265   |
| Otros vehículos       | 25.588   |
| Total                 | 118.880  |

## Red viaria

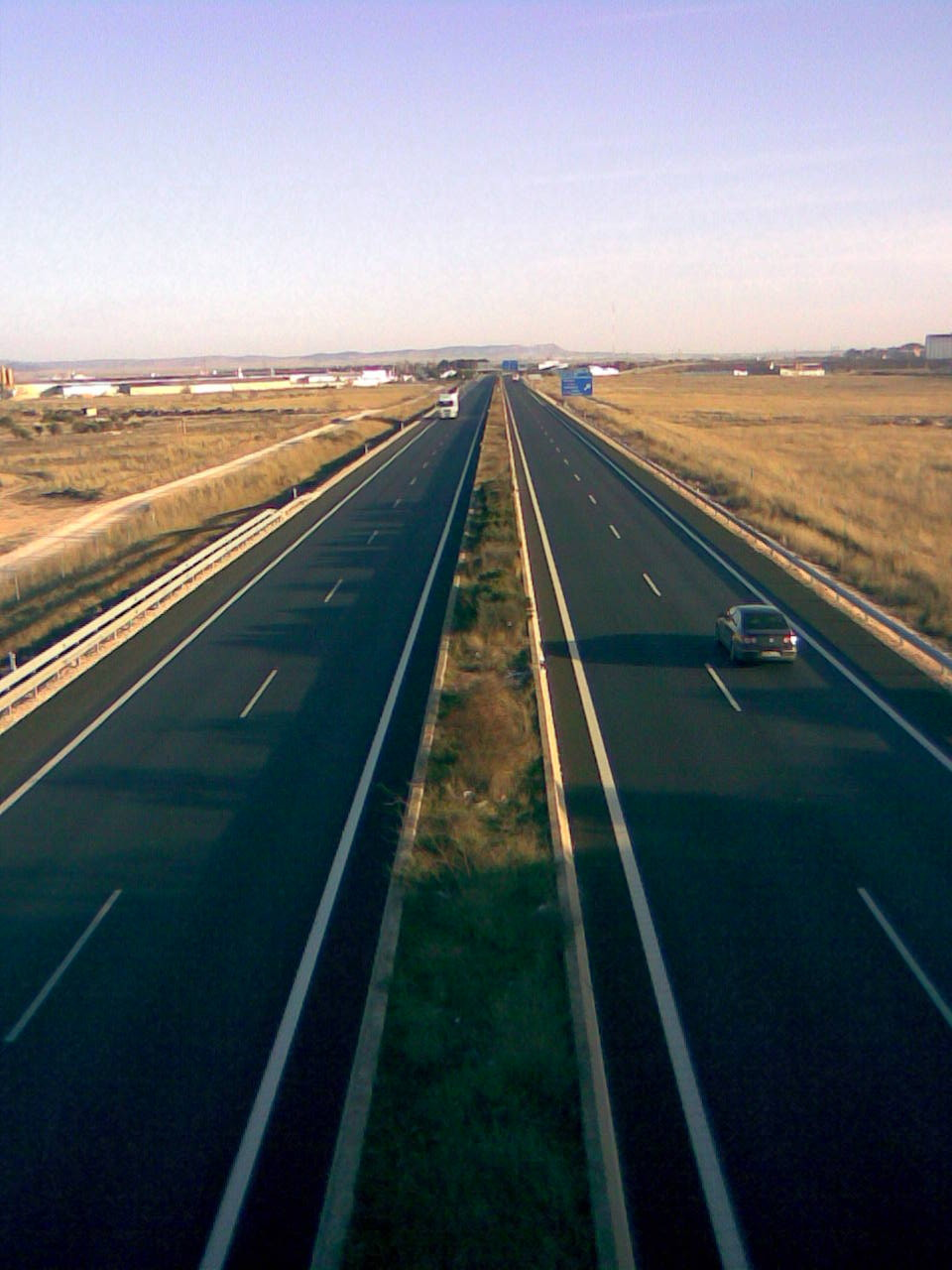
La Autovía A-31 a su paso por la llanura de Albacete.

Su estratégica situación a medio camino entre el centro peninsular, la zona de Levante y Andalucía, hace que la ciudad se erija como uno de los nudos de comunicaciones más importantes del sureste español, con autovías hacia Madrid, Valencia, Alicante, Toledo, Ciudad Real y Murcia (en pocos años también a Jaén, y a Teruel, vía Cuenca).
| Red de autovías que atraviesan Albacete | Red de autovías que atraviesan Albacete | Red de autovías que atraviesan Albacete                                                                          | Red de autovías que atraviesan Albacete | Red de autovías que atraviesan Albacete |
| Identificador | Denominación                            | Itinerario | Conexiones viarias más importantes      | Titularidad                             |
| --- | --------------------------------------- | --- | --------------------------------------- | --------------------------------------- |
| A-30 | Autovía de Murcia                       | Albacete - Tobarra - Hellín - Murcia - Cartagena                                                                 | A-31 A-33 A-7                           | Estatal                                 |
| A-31 | Autovía de Alicante                     | Atalaya del Cañavate - Albacete - Almansa - Alicante                                                             | A-30 A-32 AP-36 A-43 A-3 A-35 A-7 AP-7  | Estatal                                 |
| A-32 | Autovía Linares-Albacete                | Bailén - Linares - Alcaraz - Albacete                                                                            | A-31 A-44 A-4                           | Estatal                                 |
| - | Autovía de Romica                       | Albacete - Polígono Industrial Romica                                                                            | A-31 A-32 N-322                         | Estatal                                 |
| * | Circunvalación Sur de Albacete          | Albacete | A-30 A-32 N-301a                        | Estatal                                 |
| - | Circunvalación Oeste de Albacete        | Albacete | A-31 A-32                               | Estatal                                 |
| - | Autovía de Los Llanos                   | Autovía Linares-Albacete - Parque Aeronáutico y Logístico - Aeropuerto de Albacete - Maestranza Aérea - Albacete | CM-3203 N-301a A-32                     | Autonómica                              |
| * | Autovía del Júcar                       | Cuenca - Motilla del Palancar - Autovía del Este - Mahora - Polígono Industrial Romica - Albacete                | N-322 A-3 N-320 A-40 N-420 N-400        | Autonómica                              |
| * | Ronda Norte de Albacete                 | Autovía de Alicante - Parque Empresarial Campollano - Polígono Industrial Romica - N-322                         | N-322 A-31 Autovía del Júcar *          | Autonómica                              |
| Notas: * en construcción o proyecto, en negrita las localidades o lugares más importantes de la provincia de Albacete cercanas al trazado. |                                         | |                                         |                                         |

Otras carreteras
El amplio término municipal de Albacete es atravesado por otras carreteras que lo comunican con otros núcleos de población.
| Red de carreteras que atraviesan Albacete                                                              | Red de carreteras que atraviesan Albacete | Red de carreteras que atraviesan Albacete                                      | Red de carreteras que atraviesan Albacete |
| Identificador                                                                                          | Tipo de vía                               | Itinerario                                                                     | Titularidad                               |
| --- | ----------------------------------------- | ------------------------------------------------------------------------------ | ----------------------------------------- |
| N-301                                                                                                  | Carretera Nacional                        | Ocaña - Albacete - Murcia - Cartagena                                          | Estatal                                   |
| N-322                                                                                                  | Carretera Nacional                        | Córdoba - Bailén - Albacete - Requena                                          | Estatal                                   |
| N-430                                                                                                  | Carretera Nacional                        | Badajoz - Mérida - Ciudad Real - Albacete - Valencia                           | Estatal                                   |
| CM-332                                                                                                 | Carretera Autonómica                      | Albacete - Casas de Juan Núñez - Alatoz - Carcelén                             | Autonómica                                |
| CM-3203                                                                                                | Carretera Autonómica                      | Albacete - Peñas de San Pedro - Alcadozo - Ayna - Elche de la Sierra           | Autonómica                                |
| CM-3218                                                                                                | Carretera Autonómica                      | Circuito de Velocidad - Tinajeros - Valdeganga - Abengibre - Casas Ibáñez      | Autonómica                                |
| CM-3210                                                                                                | Carretera Autonómica                      | Pozo Cañada - Campillo de las Doblas - Pozohondo                               | Autonómica                                |
| A-17                                                                                                   | Carretera Provincial                      | El Salobral - Los Anguijes - CM-3203                                           | Provincial                                |
| A-2 | Carretera Provincial                      | Pozuelo - Argamasón - Santa Ana - N-322                                        | Provincial                                |
| C-12                                                                                                   | Carretera Provincial                      | Santa Ana - La Herrera                                                         | Provincial                                |
| CV-L6                                                                                                  | Carretera Provincial                      | Barrax - La Gineta                                                             | Provincial                                |
| AB-823                                                                                                 | Carretera Provincial                      | Motilleja - Club de Golf Las Pinaillas - Polígono Industrial de Romica - N-322 | Provincial                                |
| A-0-2                                                                                                  | Carretera Provincial                      | CM-3203 - Aeropuerto de Albacete - Aguas Nuevas - Santa Ana                    | Provincial                                |
| Notas: en negrita las localidades o lugares importantes del municipio de Albacete cercanas al trazado. |                                           |                                                                                |                                           |

Distancias
Albacete se encuentra en el sureste español, y de Castilla-La Mancha. La siguiente tabla muestra las distancias entre Albacete y las capitales castellanomanchegas, entre la capital y las localidades más importantes de la provincia, y entre Albacete y algunas del resto de España.
| Ciudades    | Distancia (km) | Ciudades     | Distancia (km) | Ciudades      | Distancia (km) | Ciudades              | Distancia (km) |
| ----------- | -------------- | ------------ | -------------- | ------------- | -------------- | --------------------- | -------------- |
| Ciudad Real | 198            | Guadalajara  | 263            | Cuenca        | 144            | Toledo                | 248            |
| Madrid      | 257            | Barcelona    | 546            | Valencia      | 170            | Sevilla               | 547            |
| Zaragoza    | 401            | Bilbao       | 669            | La Coruña     | 853            | Badajoz               | 521            |
| Alicante    | 173            | Murcia       | 152            | París         | 1576           | Lisboa                | 747            |
| Hellín      | 69             | Almansa      | 78             | Villarrobledo | 87             | La Roda               | 37             |
| Caudete     | 110            | Casas Ibáñez | 53             | Alcaraz       | 78             | Tarazona de La Mancha | 41             |

## Autobuses urbanos
Autobuses urbanos

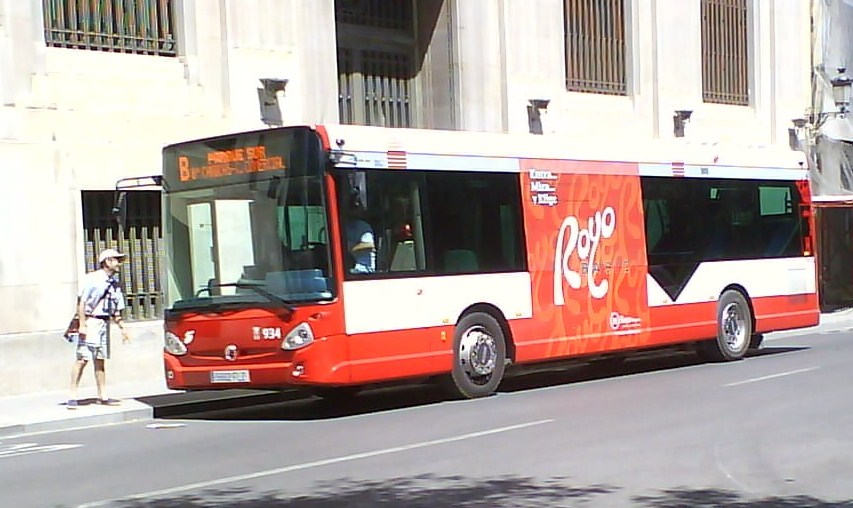
Autobús Urbano de Albacete realizando una parada reglamentaria en el centro de Albacete.

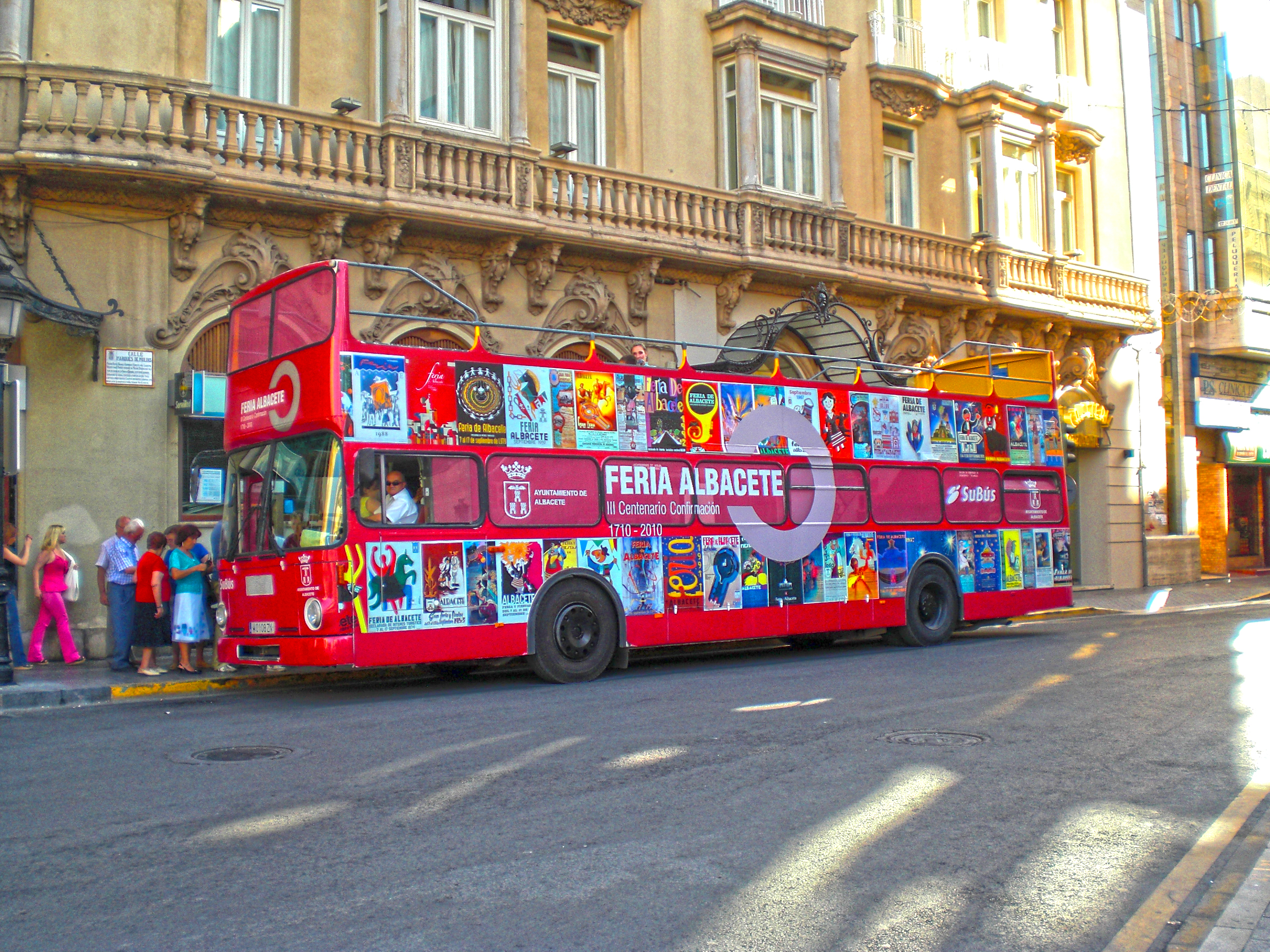
Autobús turístico de Albacete, durante la celebración del III Centenario de la Feria.

La ciudad cuenta con 10 líneas de autobuses urbanos (7 de ellas diarias) gestionados por la empresa SuBús NLJ. La flota fue renovada totalmente en el año 2007, sustituyendo los antiguos autobuses verdes por otros de un color corporativo diferente, en color rojo y blanco. Actualmente la capital albaceteña cuenta con 28 vehículos, 9 del tipo Iveco Irisbús GX-127 y 19 del tipo Mercedes Benz O-530. Dentro del último grupo existe un modelo "Labobús", esto es, un vehículo con almacenamiento de datos vanguardista y alimentado por placas solares y con todas las modernizaciones posibles. El tiempo de frecuencia por parada es de 11 minutos en la mayoría de las líneas diarias.
Autobuses intramunicipales
El extenso municipio de Albacete cuenta con líneas regulares de autobuses que comunican la ciudad, desde la terminal de autobuses, con los núcleos más importantes. Actualmente, lasas líneas de transporte son las siguientes:
| Emisalba Líneas de autobús intramunicipal de Albacete | Emisalba Líneas de autobús intramunicipal de Albacete                                                       | Emisalba Líneas de autobús intramunicipal de Albacete | Emisalba Líneas de autobús intramunicipal de Albacete |
| Trayecto                                              | Recorrido y paradas                                                                                         | Horarios (Laborables)                                 | Duración trayecto                                     |
| ----------------------------------------------------- | --- | ----------------------------------------------------- | ----------------------------------------------------- |
| Estación de autobuses de Albacete - Aguas Nuevas      | Recorrido (enlace roto disponible en Internet Archive; véase el historial, la primera versión y la última). | 12:45, 18:00                                          | 15 - 20 minutos                                       |
| Estación de autobuses de Albacete - Argamasón         | Recorrido (enlace roto disponible en Internet Archive; véase el historial, la primera versión y la última). | 14:30, 18:00 (sólo viernes)                           | 35 minutos                                            |
| Estación de autobuses de Albacete - El Salobral       | Recorrido (enlace roto disponible en Internet Archive; véase el historial, la primera versión y la última). | 12:45, 18:00                                          | 20 minutos                                            |
| Estación de autobuses de Albacete - Los Anguijes      | Recorrido (enlace roto disponible en Internet Archive; véase el historial, la primera versión y la última). | 12:45 (lunes y viernes)                               | 25 minutos                                            |
| Estación de autobuses de Albacete - Orán              | Recorrido (enlace roto disponible en Internet Archive; véase el historial, la primera versión y la última). | 16:00, 18:00                                          | 20 -22 minutos                                        |
| Estación de autobuses de Albacete - Santa Ana         | Recorrido (enlace roto disponible en Internet Archive; véase el historial, la primera versión y la última). | 14:30, 18:00 (viernes)                                | 25 minutos                                            |
| Estación de autobuses de Albacete - Tinajeros         | Recorrido (enlace roto disponible en Internet Archive; véase el historial, la primera versión y la última). | 13:45, 19:00                                          | 20 minutos                                            |

## Taxis
Los taxis albaceteños se caracterizan por ser blancos con una franja diagonal roja y el escudo de Albacete en las puertas delanteras. El servicio de taxi está activo durante las 24 horas del día, y pueden ser parados en plena calle, encargados por teléfono, o a través de las paradas designadas a tal efecto que se distribuyen por diferentes puntos de la ciudad. Actualmente Albacete cuenta con una flota de 107 taxis, varios de ellos adaptados para personas de movilidad reducida, que se agrupan en torno a la "Asociación de Taxistas de Albacete".

## Autobuses interurbanos

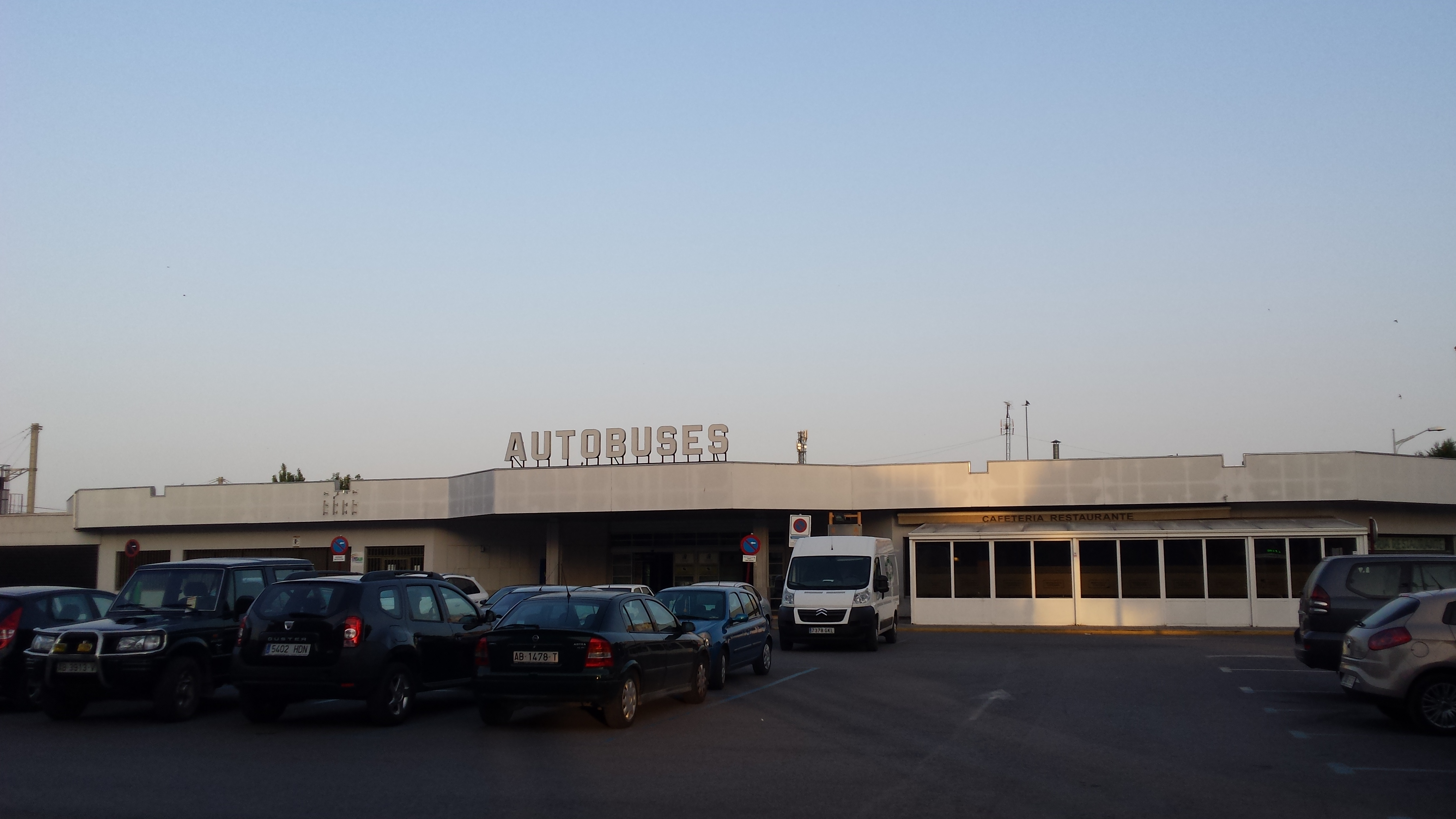
Entrada principal de la Estación de autobuses de Albacete.

La Estación de autobuses de Albacete, gestionada por EMISALBA (Empresa Municipal de Infraestructuras y Servicios de Albacete S.A.), está situada en el noroeste de la ciudad, cuenta con 13.950 m² (aparcamiento incluido). Desde la terminal, Albacete tiene conexiones, mediante líneas regulares de autobuses interurbanos hacia ciudades de la Comunidad Valenciana, Murcia, Madrid, Cataluña, Andalucía, Extremadura, además de tener conexiones con las principales ciudades de Castilla-La Mancha y con los municipios de toda la provincia de Albacete.

## Ferrocarril

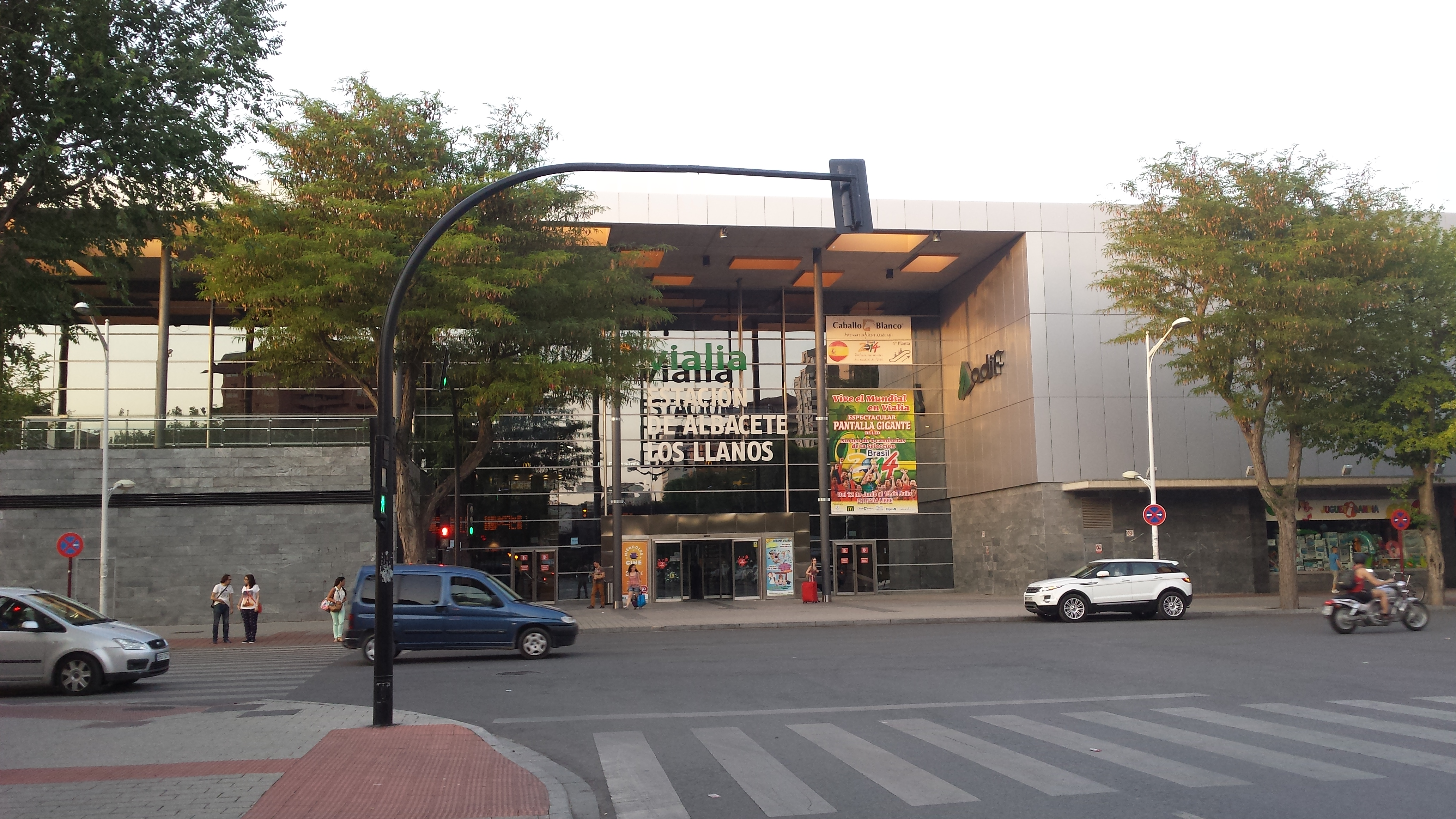
Entrada principal de la Vialia Estación de Albacete-Los Llanos

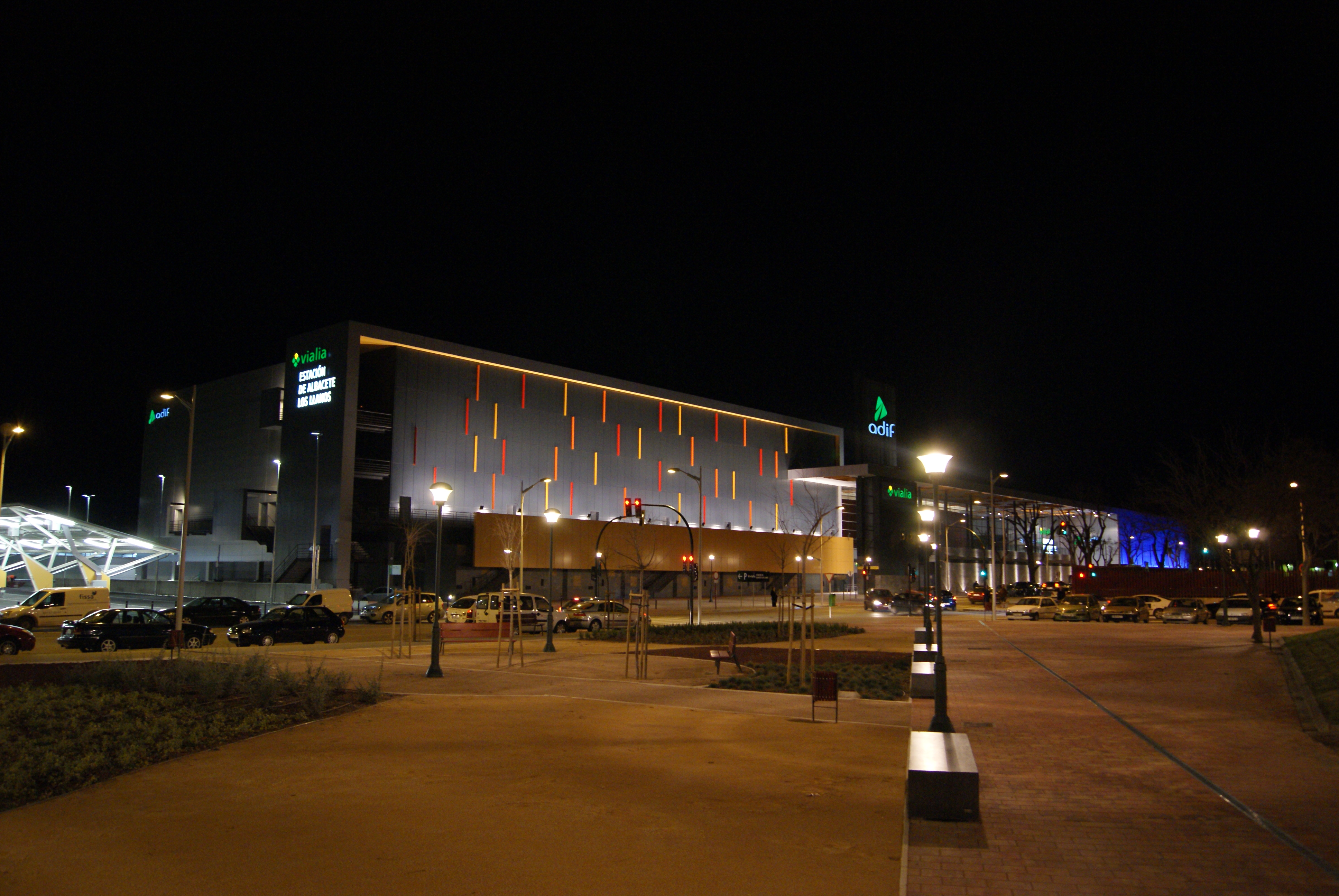
Exterior de la Estación de Albacete-Los Llanos

La Estación de Albacete-Los Llanos se encuentra situada en la calle Federico García Lorca, muy cercana a la autovía A-31, y junto a la Estación de Autobuses. Fue inaugurada el 18 de diciembre de 2010 con la puesta en funcionamiento de la Línea de Alta Velocidad Madrid/Castilla-La Mancha/Comunidad Valenciana/Región de Murcia, y cuenta con una amplia zona comercial y de ocio.
Desde la nueva estación de Adif la capital cuenta con una amplia oferta de conexiones provinciales, regionales y nacionales. Entre otros destinos, tiene conexión con: Madrid-Puerta de Atocha (AVE), Cuenca-Fernando Zóbel (AVE), Ciudad Real (AVE), Valencia-Norte, Murcia del Carmen, Alicante-Terminal (AVE), Segovia-Guiomar, Valladolid-Campo Grande, Palencia, Oviedo, Gijón, Santander, Barcelona-Sants, Tarragona, Castellón de la Plana, Granada, Badajoz, Cádiz (AVE), Jerez (AVE), Málaga (AVE), Sevilla-Santa Justa (AVE), Córdoba Central (AVE), Guadalajara-Yebes (AVE) o Zaragoza-Delicias (AVE).
Además, la ciudad alberga uno de los cinco Centros de Regulación y Control de Alta Velocidad de España (CRC), que regula el tráfico ferroviario de toda la Línea de Alta Velocidad Madrid-Castilla-La Mancha-Comunidad Valenciana-Región de Murcia (955 km).
Asimismo, por Albacete también circula el tren de mercancías.

## Transporte aéreo

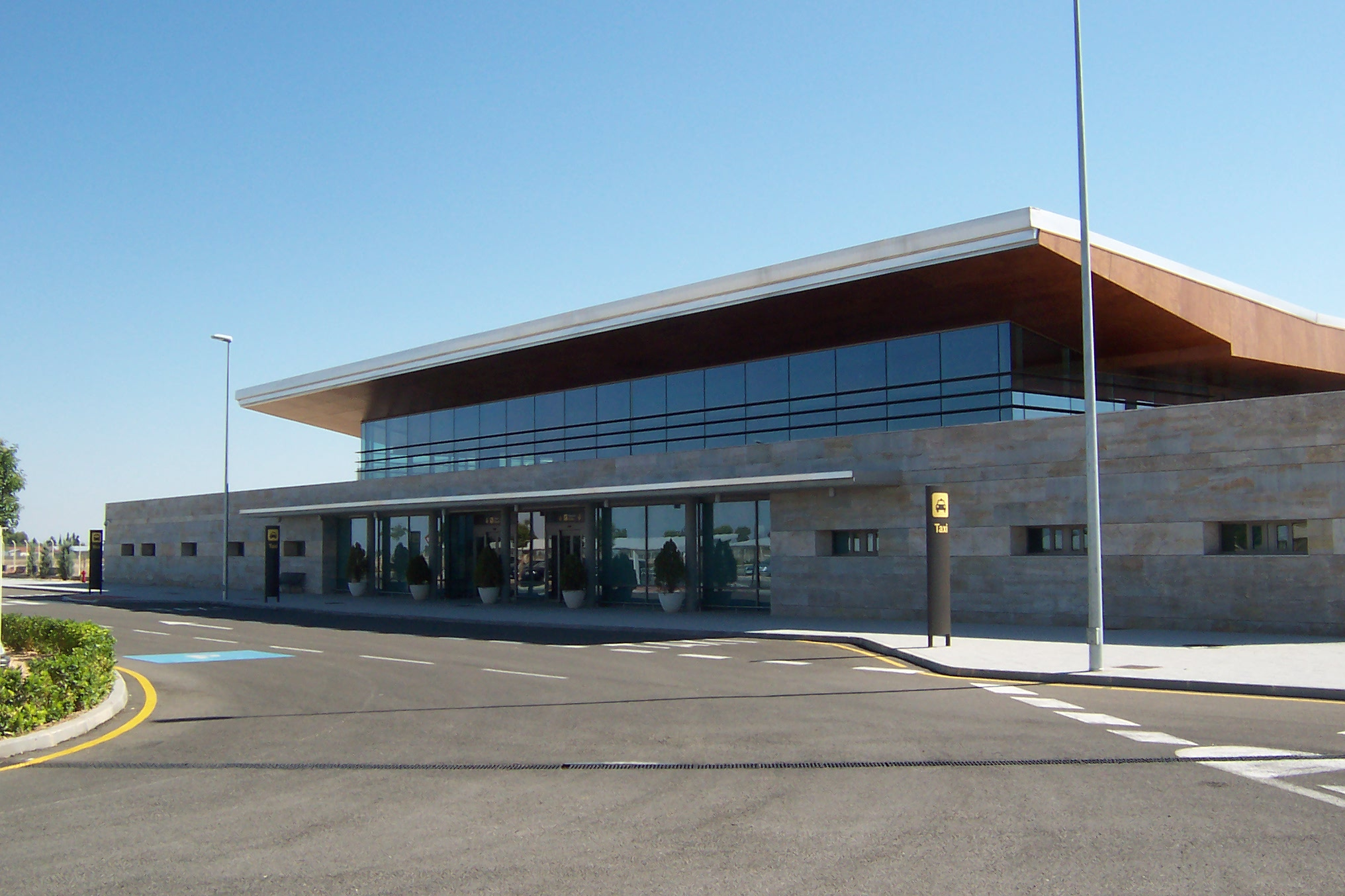
Terminal del Aeropuerto de Albacete

El Aeropuerto de Albacete (IATA: ABC, OACI: LEAB), gestionado por AENA, se encuentra a 3,9 kilómetros de la ciudad en dirección sur. Sus instalaciones se encuentran muy próximas a la Base Aérea de Los Llanos del Ejército del Aire, la Maestranza Aérea, y el Parque Aeronáutico y Logístico. Actualmente se accede a través de la carretera CM-3203, aunque ya está redactado el proyecto para el inicio de las obras de la futura Autovía de Los Llanos que lo conectará con la circunvalación sur de Albacete.

## Bicicleta

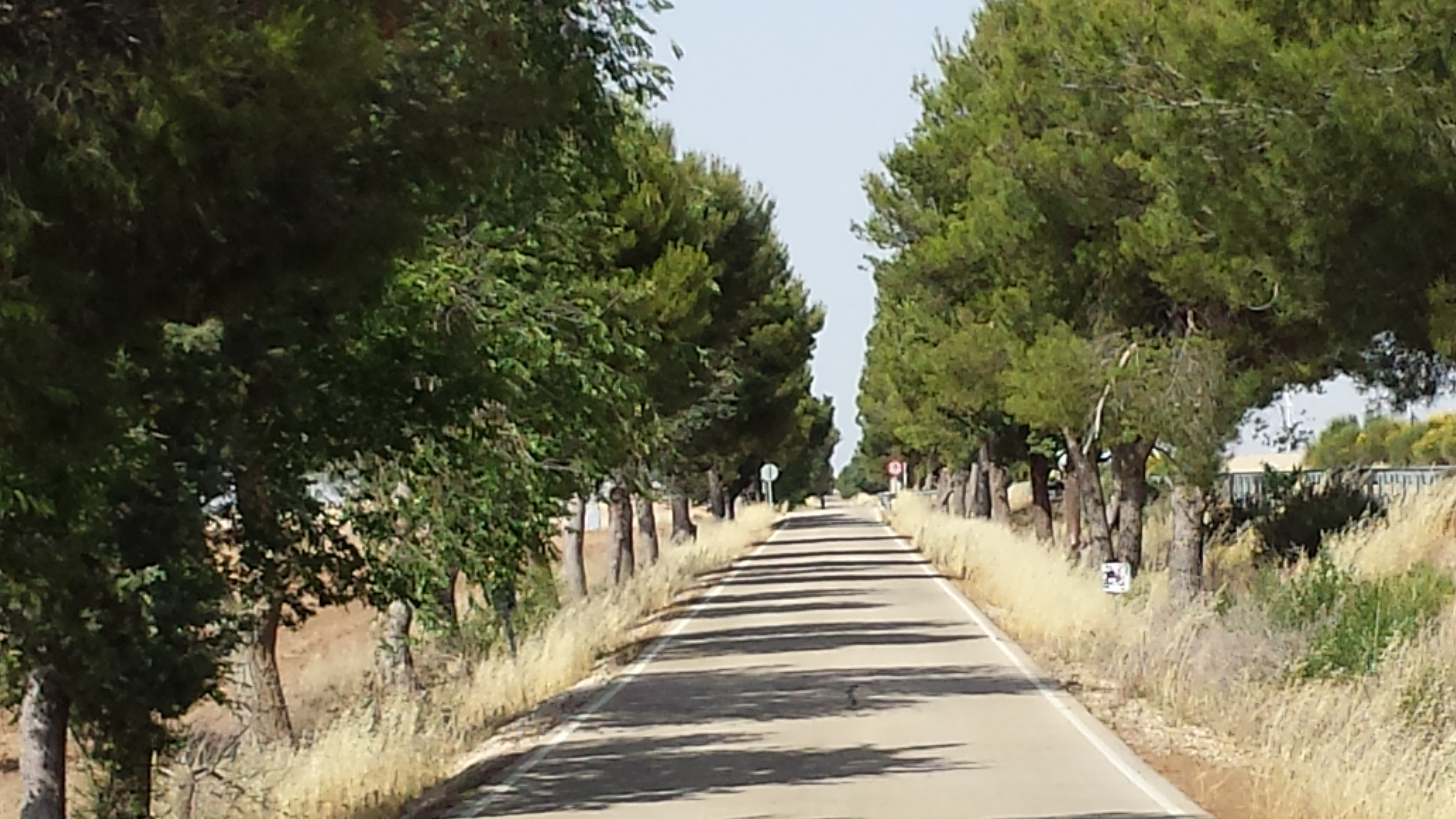
Carril bici Albacete-Valdeganga, uno de los más largos de Europa.

Albacete cuenta con más de 42 kilómetros de carril-bici en vías urbanas en plena ciudad, que se suman a los más de 120 kilómetros de vías verdes, rutas acondicionadas, sendas o carriles ciclistas. Entre este último grupo destaca el Carril bici Albacete-Valdeganga, que es uno de los más largos de Europa con más de 22 km de longitud, y une Albacete con Valdeganga, pasando por Tinajeros, y la Vía verde de La Pulgosa. Otras rutas ciclistas destacadas son el camino natural del Canal de María Cristina, que comienza al noroeste de la ciudad, junto al Parque de la Fiesta del Árbol, con más de 33 km de longitud, el cual alcanza la laguna del Acequión, los Ojos de San Jorge o la pedanía de Aguas Nuevas, y el camino natural a Tinajeros, la Vereda Real de Pozo Rubio y la Sierra Procomunal de Albacete y Chinchilla, que comienza al noreste de la ciudad, junto al Cementerio de Albacete. 
La capital dispone de un sistema de préstamo de bicicletas público denominado Albabici, que cuenta con 20 estaciones de bicicletas repartidas por toda la ciudad. Por otro lado, la ciudad cuenta con más de 119 aparcabicis repartidos en puntos estratégicos por toda la capital.
Albacete forma parte de la Red de Ciudades por la Bicicleta. Una de las iniciativas derivas de su adhesión a dicha Red es el Biciregistro, que consiste en la identificación de la bicicleta a través de una pegatina y de líquido invisible, con el objetivo de poder recuperarla en caso de robo y posterior aparición. El Cuerpo Nacional de Policía en Albacete ha creado un grupo específico de Policía Judicial, el Grupo VI, destinado a investigar el robo, el uso y la venta de bicicletas y sus piezas.